# میشل ویلیامز (بازیگر)
میشل اینگرید ویلیامز (انگلیسی: Michelle Ingrid Williams؛ زادهٔ ۹ سپتامبر ۱۹۸۰) بازیگر آمریکایی است. او اساساً برای بازی در فیلم‌های مستقل با مضامین تاریک یا غم‌انگیز مشهور است و افتخارات گوناگونی از جمله دو جایزهٔ گلدن گلوب و یک جایزهٔ امی ساعات پربیننده برنده شده است و نامزدی پنج جایزه اسکار را در کارنامه دارد.
ویلیامز دختر سیاستمدار و بازرگان لری آر. ویلیامز است و فعالیت حرفه‌ای خود را با حضور مهمان در تلویزیون آغاز کرد. نخستین نقش سینمایی او در فیلم خانوادگی لسی (۱۹۹۴) بود. او برای بازی در نقش اصلی مجموعهٔ تلویزیونی درام نوجوانانهٔ داوسونز کریک (۱۹۹۸–۲۰۰۳) در میان عموم شناخته شد. این روند با چند فیلم کم‌مخاطب ادامه یافت اما برای بازی در درام کوهستان بروکبک (۲۰۰۵) به پیشرفتی غیرمنتظره دست یافت و نامزد دریافت جایزهٔ اسکار بهترین بازیگر نقش مکمل زن شد.
ویلیامز در درام‌های مستقل وندی و لوسی (۲۰۰۸)، ولنتاین غمگین (۲۰۱۰) و منچستر بای د سی (۲۰۱۶) با به تصویر کشیدن زنانی مبتلا به مشکلات عاطفی که با فقدان یا تنهایی کنار می‌آیند، مورد تحسین منتقدان قرار گرفت. او برای به تصویر کشیدن مریلین مونرو در هفته‌ای که با مریلین گذراندم (۲۰۱۱) و گوئن وردن در مینی‌سریال فاسی/وردون (۲۰۱۹) برندهٔ دو جایزهٔ گلدن گلوب شد. پرفروش‌ترین فیلم‌هایش شامل تریلر جزیره شاتر (۲۰۱۰)، فیلم فانتزی از بزرگ و قدرتمند (۲۰۱۳)، موزیکال بزرگ‌ترین شومن (۲۰۱۷) و فیلم ابرقهرمانی ونوم (۲۰۱۸) می‌شود. او نقش اصلی فیلم‌های استودیوی بزرگ مانند درام جنایی تمام پول‌های جهان (۲۰۱۷) ساختهٔ ریدلی اسکات و درام دورهٔ بلوغ خانواده فیبلمن (۲۰۲۲) ساختهٔ استیون اسپیلبرگ را نیز ایفا کرده است.
فعالیت ویلیامز در برادوی با احیای موزیکال کاباره در سال ۲۰۱۴ و درام سیه‌پر در ۲۰۱۶ بود که برای نمایش دوم نامزد دریافت جایزهٔ تونی بهترین بازیگر زن شد. ویلیامز مدافع برابری درآمد در محیط کار است. او که هموارهٔ در مورد زندگی شخصی‌اش محتاط است، از رابطهٔ خود با بازیگر استرالیایی هیث لجر، یک فرزند به دنیا آورد و مدت کوتاهی با موسیقی‌دان آمریکایی، فیل الوروم ازدواج کرد. او دو فرزند با دومین همسرش، کارگردان تئاتر توماس کیل، دارد.
میشل ویلیامز در فعالیتش به‌عنوان معامله گر در سال ۱۹۹۷ یعنی دقیقاً ۱۰ سال بعد از پدرش موفق به رسیدن به بازدهی ۱۰۰۰٪ در بازار فیوچرز مسابقات رابین کاپ شد و موفق شد در آن سال نفر اول جهان شود.

## زندگی و حرفه

### ۱۹۸۰–۱۹۹۵: اوایل زندگی
میشل اینگرید ویلیامز در ۹ سپتامبر ۱۹۸۰ در کلسپل، مونتانا به دنیا آمد. مادرش، کارلا، خانه‌دار و پدرش، لری آر. ویلیامز، معامله‌گر کامودیتی است. وی‌تبار نروژی دارد و خانواده‌اش برای نسل‌ها در مونتانا زندگی کرده‌اند. پدرش دو بار نامزد حزب جمهوری‌خواه برای مجلس سنای ایالات متحده آمریکا بود اما موفق نشد. در کلسپل، ویلیامز با سه خواهر و برادر ناتنی از طرف پدر و خواهر کوچک‌ترش، پیج زندگی می‌کرد. با اینکه ویلیامز خانواده‌اش را به‌شدت غیر صمیمی توصیف کرده است، او با پدرش که ماهیگیری و تیراندازی به او آموخت، رابطهٔ صمیمانه‌ای داشت. پدرش او را تشویق می‌کرد تا کتاب‌خوان مشتاقی شود. ویلیامز خاطرات خوش از علاقه‌مندی به بزرگ‌شدن در منطقهٔ پهناور مونتانا را بازگو کرده است. هنگامی که او نه ساله بود، با خانواده به سن دیگو، کالیفرنیا نقل مکان کرد. او در مورد این تجربه گفته است: «احتمالاً به خاطر اینکه در سال‌های پیشانوجوانی بودم، که شاید هرجا که می‌روید ناخوشایند باشند، کمتر خوشحال بودم.» او اکثراً با دیگران معاشرت نداشت و به خود متکی بود.
ویلیامز در سنین پایین هنگام تماشای نمایش محلی ماجراهای تام سایر به بازیگری علاقه‌مند شد. او در نمایش آماتوری از موزیکال آنی ایفای نقش کرد و والدینش او را از سن دیه گو به لس آنجلس می‌بردند تا برای دریافت نقش‌ها تست بازیگری بدهد. نخستین حضور او در قسمت سال ۱۹۹۳ مجموعه تلویزیونی بی‌واچ در نقش بریجت باورز بود، زنی جوان که پسر میچ بوکانون، هوبی، را فریب می‌دهد. او سال بعد نخستین حضور سینمایی خود را در فیلم خانوادگی لسی تجربه کرد. این فیلم در مورد رابطهٔ میان یک پسر جوان (با بازی تام گوایری) و سگی به نام لسی بود. ویلیامز در این فیلم نقش نقش مقابل شخصیت گوایری را ایفا کرد، که باعث شد استیون گایدوس از ورایتی به «اجرای پیروزمندانه» او اشاره کند. او سپس در مجموعه‌های تلویزیونی گام به گام و بهبود خانه در نقش مهمان ظاهر شد و در فیلم علمی تخیلی گونه (۱۹۹۴) نقش کودکی بیگانه‌ای به نام سیل را بازی کرد؛ نقش بزرگسالی این شخصیت را ناتاشا هنستریج در فیلم بازی کرد.

## کارنامهٔ هنری و افتخارات
بنا به گزارش وبگاه نقد و بررسی راتن تومیتوز و وبگاه گیشهٔ باکس آفیس موجو، تحسین‌شده‌ترین و موفق‌ترین فیلم‌های ویلیامز از لحاظ فروش و نظر منتقدان عبارتند از: مأمور ایستگاه (۲۰۰۳)، کوهستان بروکبک (۲۰۰۵)، وندی و لوسی (۲۰۰۸)، ولنتاین غمگین (۲۰۱۰)، جزیرهٔ شاتر (۲۰۱۰)، میان‌بر میک (۲۰۱۰)، هفته‌ای که با مریلین گذراندم (۲۰۱۱)، از بزرگ و قدرتمند (۲۰۱۳)، منچستر بای د سی (۲۰۱۶)، برخی زنان (۲۰۱۶)، بزرگ‌ترین شومن (۲۰۱۷)، ونوم (۲۰۱۸)، ونوم: بگذارید کارنیج بیاید (۲۰۲۱) و خانواده فیبلمن (۲۰۲۲). از میان نقش‌هایش بر روی صحنه، او در نمایش‌های برادوی از احیای کاباره در ۲۰۱۴ و سیه‌پر در ۲۰۱۶ حضور یافته است.
ویلیامز پنج بار نامزد دریافت جایزهٔ اسکار شده است: بهترین بازیگر نقش مکمل زن برای کوهستان بروکبک و منچستر بای د سی؛ و بهترین بازیگر زن برای ولنتاین غمگین، هفته‌ای که با مریلین گذراندم و خانواده فیبلمن. او جایزهٔ گلدن گلوب بهترین بازیگر زن – فیلم موزیکال یا کمدی برای هفته‌ای که با مریلین گذراندم و جایزهٔ گلدن گلوب بهترین بازیگر زن – مینی‌سریال یا فیلم تلویزیونی برای فاسی/وردون (۲۰۱۹) را کسب کرده و چهار بار دیگر نامزد بوده است: بهترین بازیگر زن در درام برای ولنتاین غمگین، تمام پول‌های جهان (۲۰۱۷) و خانواده فیبلمن و بهترین بازیگر نقش مکمل زن برای کوهستان بروکبک و منچستر بای د سی. ویلیامز یک جایزهٔ امی ساعات پربیننده نیز برای فاسی/وردون کسب کرده و نامزد دریافت یک جایزهٔ تونی برای سیه‌پر بوده است.